# Ilino (Boljevac)
Pour les articles homonymes, voir Ilino.
Ilino (en serbe cyrillique : Илино) est un village de Serbie situé dans la municipalité de Boljevac, district de Zaječar. Au recensement de 2011, il comptait 101 habitants.

## Démographie
| 1948 | 1953 | 1961 | 1971 | 1981 | 1991 | 2002 | 2011 |
| ---- | ---- | ---- | ---- | ---- | ---- | ---- | ---- |
| 499  | 482  | 921  | 335  | 216  | 178  | 121  | 101  |

|  |